# Charlot Vellener
Charlot Vellener (Almelo, 30 mei 2001) is een Nederlands volleybalspeelster. Vellener kwam in Nederland uit voor Talentteam Papendal, Alterno en Team Eurosped. Sinds 2023 komt Vellener uit voor VC Zwolle.

## Carrière
Vellener begon met volleyballen bij vv Krekkers uit haar geboorteplaats Almelo. Na een periode voor VV Set-Up '65 te zijn uitgekomen, werd ze opgepikt door Talentteam Papendal. Ze maakte twee jaar deel uit van het talententeam. In deze periode zou ze met Jeugd Oranje deelnemen aan het Jeugd Olympisch Festival, maar door een virus in de selectie moest Nederland afzeggen voor het toernooi in het Hongaarse Győr. In 2018 maakte ze de overstap naar Alterno uit Apeldoorn. Een jaar later maakte ze een transfer naar competitiegenoot Team Eurosped uit Vroomshoop. In 2021 werd Vellener voor het eerst op de longlist van de Nederlandse volleybalploeg gezet. Vellener volleybalde tot 2023 voor Team Eurosped totdat de club ophield met bestaan. Kort na haar gedwongen afscheid bij Team Eurosped, maakte ze de overstap naar VC Zwolle. Ook in het seizoen 2023/24 was Vellener actief voor de Zwollenaren. In april 2025 werd bekend dat Vellener vanaf het volgende seizoen uitkomt voor Sliedrecht Sport.